# Луїс Монті
Луїс Феліпе Монті (італ. Luis Felipe Monti, нар. 15 травня 1901, Буенос-Айрес — пом. 9 вересня 1983, Ескобар, Аргентина) — аргентинський й італійський футболіст, що грав на позиції півзахисника. Чемпіон та віце-чемпіон світу у складі збірних Італії й Аргентини. Срібний призер Олімпійських ігор. По завершенні ігрової кар'єри — футбольний тренер.

## Кар'єра в Аргентині
У дорослому футболі дебютував 1920 року виступами за команду «Хенераль Мітре». Розпочинав як фланговий півзахисник. Наступного сезону грав за «Уракан». Команда з Буенос-Айреса виграла свій перший чемпіонський титул в епоху аматорського футболу Аргентини. Далі були виступи в командах «Бока Хуніорс» та «К.А. Палермо».
В 1922 році Луїс Монті та його рідний брат Енріке перейшли до клубу «Сан-Лоренсо», який виступав у іншій аргентинській лізі — АсоціаціЇ аматорського футболу. Команда з південного району аргентинської столиці Боедо двічі поспіль виграє лігу, а в 1927 — об'єднаний чемпіонат. Монті був одним з лідерів команди, грав надійно, але занадто жорстко. За свою поведінку на полі отримав прізвисько «Дикий бик пампасів».
1924 року дебютував в офіційних матчах у складі збірної Аргентини. Протягом кар'єри у національній команді, яка тривала 8 років, провів у формі головної команди країни 16 матчів, забивши 5 голів. Чемпіон Америки 1927 року. На Олімпійських іграх 1928 та чемпіонаті світу 1930 аргентинці виходили до фіналу, але в обох поєдинках сильнішим виявився суперник — збірна Уругваю.

## Кар'єра в Італії
В 1931 році в аргентинському футболі був введений професіоналізм. Багато гравців змінювали клуби, у пошуках більших гонорарів. Монті отримав запрошення перейти до «Ювентуса» від Ренато Чезаріні — аргентинського нападника команди. Граючи у складі «Юве» чотири рази здобував перемоги у Серії А та одного разу — у кубку Італії. Всього, за вісім сезонів, провів 261 матч і забив 22 голи.
Був одним із перших «оріунді» — аргентинських футболістів, які отримали італійське громадянство та можливість виступати за національну збірну. Учасник чемпіонату світу 1934 року. На турнірі провів всі п'ять матчів. У півфіналі він цілком нейтралізував свого опонента, лідера збірної Австрії — Маттіаса Сінделара. У фіналі італійці здобули перемогу над збірною Чехословаччини та перший титул чемпіона світу. Всього за збірну Італії провів 18 матчів і забив один гол, у ворота збірної Швейцарії.
Один із семи гравців, які виступали на чемпіонатах світу за збірні команди двох різних країн. У 30-ті роки за збірні Аргентини й Італії виступали Луїс Монті й Аттіліо Демарія. Після другої світової війни — Ференц Пушкаш, Хосе Сантамарія і Жозе Алтафіні. Роберт Ярні і Роберт Просинечкі були гравцями збірних Югославії та Хорватії.

## Кар'єра тренера
Розпочав тренерську кар'єру невдовзі по завершенні кар'єри гравця, 1939 року, очоливши тренерський штаб клубу «Трієстина».
В подальшому очолював команди клубів «Ювентус», «Варезе», «Фоссанезе», «Аталанта», «Віджевано» та «Уракан».
Останнім місцем тренерської роботи був клуб «Піза», команду якого Луїс Монті очолював як головний тренер до 1950 року.
Помер 9 вересня 1983 року на 83-му році життя від інфаркту.

## Статистика виступів

### Статистика клубних виступів
| Сезон                   | Команда                 | Чемпіонат               | Чемпіонат | Чемпіонат | Національний кубок | Національний кубок | Національний кубок | Кубок Мітропи | Кубок Мітропи | Кубок Мітропи | Усього | Усього |
| Сезон                   | Команда                 | Ліга                    | Ігор      | Голів     | Турнір             | Ігор               | Голів              | Турнір        | Ігор          | Голів         | Ігор   | Голів  |
| ----------------------- | ----------------------- | ----------------------- | --------- | --------- | ------------------ | ------------------ | ------------------ | ------------- | ------------- | ------------- | ------ | ------ |
| 1920                    | «Хенераль Мітре»        | Д2                      | ?         | ?         | –                  | –                  | –                  | –             | –             | –             | ?      | ?      |
| 1921                    | «Уракан»                | Д1                      | 4         | 0         | CCAA+CCI           | 2+1                | 0+0                | –             | –             | –             | 7      | 0      |
| 1922                    | «Бока Хуніорс»          | Д1                      | 0         | 0         | –                  | –                  | –                  | –             | –             | –             | 0      | 0      |
| 1922                    | «К.А. Палермо»          | Д1                      | ?         | ?         | –                  | –                  | –                  | –             | –             | –             | ?      | ?      |
| 1922                    | «Сан-Лоренсо»           | Д1                      | 10        | 1         | –                  | –                  | –                  | –             | –             | –             | 10     | 1      |
| 1923                    | «Сан-Лоренсо»           | Д1                      | 19        | 4         | –                  | –                  | –                  | –             | –             | –             | 19     | 4      |
| 1924                    | «Сан-Лоренсо»           | Д1                      | 20        | 1         | –                  | –                  | –                  | –             | –             | –             | 20     | 1      |
| 1925                    | «Сан-Лоренсо»           | Д1                      | 24        | 5         | –                  | –                  | –                  | –             | –             | –             | 24     | 5      |
| 1926                    | «Сан-Лоренсо»           | Д1                      | 22        | 8         | –                  | –                  | –                  | –             | –             | –             | 22     | 8      |
| 1927                    | «Сан-Лоренсо»           | Д1                      | 32        | 5         | –                  | –                  | –                  | –             | –             | –             | 32     | 5      |
| 1928                    | «Сан-Лоренсо»           | Д1                      | 24        | 6         | –                  | –                  | –                  | –             | –             | –             | 24     | 6      |
| 1929                    | «Сан-Лоренсо»           | Д1                      | 17        | 5         | –                  | –                  | –                  | –             | –             | –             | 17     | 5      |
| 1930                    | «Сан-Лоренсо»           | Д1                      | 34        | 5         | –                  | –                  | –                  | –             | –             | –             | 34     | 5      |
| Усього за «Сан-Лоренсо» | Усього за «Сан-Лоренсо» | Усього за «Сан-Лоренсо» | 202       | 40        | –                  | –                  | –                  | –             | –             | –             | 202    | 40     |
| 1931                    | «Спортіво Палермо»      | АЛ                      | ?         | ?         | –                  | –                  | –                  | –             | –             | –             | ?      | ?      |
| 1931–32                 | «Ювентус»               | A                       | 29        | 2         | –                  | –                  | –                  | КМ            | 1             | 0             | 30     | 2      |
| 1932–33                 | «Ювентус»               | A                       | 33        | 6         | –                  | –                  | –                  | КМ            | 4             | 0             | 37     | 6      |
| 1933–34                 | «Ювентус»               | A                       | 34        | 4         | –                  | –                  | –                  | КМ            | 3             | 0             | 37     | 4      |
| 1934–35                 | «Ювентус»               | A                       | 20        | 2         | –                  | –                  | –                  | КМ            | 4             | 0             | 24     | 2      |
| 1935–36                 | «Ювентус»               | A                       | 30        | 2         | КІ                 | 2                  | 0                  | КМ            | 7             | 0             | 39     | 2      |
| 1936–37                 | «Ювентус»               | A                       | 27        | 1         | КІ                 | 4                  | 1                  | –             | –             | –             | 31     | 2      |
| 1937–38                 | «Ювентус»               | A                       | 28        | 1         | КІ                 | 5                  | 0                  | –             | –             | –             | 33     | 1      |
| 1938–39                 | «Ювентус»               | A                       | 24        | 1         | КІ                 | 1                  | 0                  | КМ            | 6             | 1             | 31     | 2      |
| Усього за «Ювентус»     | Усього за «Ювентус»     | Усього за «Ювентус»     | 225       | 19        |                    | 12                 | 1                  |               | 25            | 1             | 262    | 21     |
| Усього за кар'єру       | Усього за кар'єру       | Усього за кар'єру       | 431+      | 59+       |                    | 15                 | 1                  |               | 25            | 1             | 471+   | 61+    |

### Статистика виступів за збірну
| Дата       | Місто        | Господарі | Результат  | Гості     | Турнір             | Голи | Примітки |
| ---------- | ------------ | --------- | ---------- | --------- | ------------------ | ---- | -------- |
| 10-8-1924  | Буенос-Айрес | Аргентина | 0 – 0      | Уругвай   | товариський матч   | -    |          |
| 31-8-1924  | Монтевідео   | Уругвай   | 2 – 3      | Аргентина | товариський матч   | 1    |          |
| 30-10-1927 | Ліма         | Аргентина | 7 – 1      | Болівія   | Кубок Америки 1927 | -    |          |
| 20-11-1927 | Ліма         | Аргентина | 3 – 2      | Уругвай   | Кубок Америки 1927 | -    |          |
| 27-11-1927 | Ліма         | Аргентина | 5 – 1      | Перу      | Кубок Америки 1927 | -    |          |
| 29-5-1928  | Амстердам    | Аргентина | 11 – 2     | США       | ОІ 1928            | -    |          |
| 2-6-1928   | Амстердам    | Аргентина | 6 – 3      | Бельгія   | ОІ 1928            | -    |          |
| 6-6-1928   | Амстердам    | Аргентина | 6 – 0      | Єгипет    | ОІ 1928 - Півфінал | -    |          |
| 10-6-1928  | Амстердам    | Уругвай   | 1 – 1 д.ч. | Аргентина | ОІ 1928 - Фінал    | -    |          |
| 13-6-1928  | Амстердам    | Уругвай   | 2 – 1      | Аргентина | ОІ 1928 - Фінал    | 1    |          |
| 28-9-1929  | Буенос-Айрес | Аргентина | 0 – 0      | Уругвай   | товариський матч   | -    |          |
| 15-7-1930  | Монтевідео   | Аргентина | 1 – 0      | Франція   | ЧС 1930            | 1    |          |
| 22-7-1930  | Монтевідео   | Аргентина | 3 – 1      | Чилі      | ЧС 1930            | -    |          |
| 26-7-1930  | Монтевідео   | Аргентина | 6 – 1      | США       | ЧС 1930 - Півфінал | 1    |          |
| 30-7-1930  | Монтевідео   | Уругвай   | 4 – 2      | Аргентина | ЧС 1930 - Фінал    | -    |          |
| 4-7-1931   | Буенос-Айрес | Аргентина | 1 – 1      | Парагвай  | товариський матч   | 1    |          |
| Усього     |              | Матчів    | 16         |           | Голів              | 5    |          |

| Дата       | Місто     | Господарі | Результат  | Гості          | Турнір                | Голи | Примітки       |
| ---------- | --------- | --------- | ---------- | -------------- | --------------------- | ---- | -------------- |
| 27/11/1932 | Мілан     | Італія    | 4 – 2      | Угорщина       | товариський матч      | -    |                |
| 01/01/1933 | Болонья   | Італія    | 3 – 1      | Німеччина      | товариський матч      | -    |                |
| 12/02/1933 | Брюссель  | Бельгія   | 2 – 3      | Італія         | товариський матч      | -    |                |
| 02/04/1933 | Женева    | Швейцарія | 0 – 3      | Італія         | КЦЄ 1935              | -    |                |
| 07/05/1933 | Флоренція | Італія    | 2 – 0      | Чехословаччина | КЦЄ 1935              | -    |                |
| 13/05/1933 | Рим       | Італія    | 1 – 1      | Англія         | товариський матч      | -    |                |
| 22/10/1933 | Будапешт  | Угорщина  | 0 – 1      | Італія         | КЦЄ 1935              | -    |                |
| 03/12/1933 | Флоренція | Італія    | 5 – 2      | Швейцарія      | КЦЄ 1935              | 1    |                |
| 11/02/1934 | Турин     | Італія    | 2 – 4      | Австрія        | КЦЄ 1935              | -    |                |
| 25/03/1934 | Мілан     | Італія    | 4 – 0      | Греція         | Відбір до ЧС 1934     | -    |                |
| 27/05/1934 | Рим       | Італія    | 7 – 1      | США            | ЧС 1934 - 1/8 фіналу  | -    |                |
| 31/05/1934 | Флоренція | Італія    | 1 – 1 д.ч. | Іспанія        | ЧС 1934 - чвертьфінал | -    |                |
| 01/06/1934 | Флоренція | Італія    | 1 – 0      | Іспанія        | ЧС 1934 - чвертьфінал | -    |                |
| 03/06/1934 | Мілан     | Італія    | 1 – 0      | Австрія        | ЧС 1934 - півфінал    | -    |                |
| 10/06/1934 | Рим       | Італія    | 2 – 1 д.ч. | Чехословаччина | ЧС 1934 - Фінал       | -    | чемпіони світу |
| 14/11/1934 | Лондон    | Англія    | 3 – 2      | Італія         | товариський матч      | -    |                |
| 24/11/1935 | Мілан     | Італія    | 2 – 2      | Угорщина       | КЦЄ 1935              | -    |                |
| 05/04/1936 | Цюрих     | Швейцарія | 1 – 2      | Італія         | товариський матч      | -    |                |
| Усього     |           | Матчів    | 18         |                | Голів                 | 1    |                |

### Статистика виступів у кубку Мітропи
| №                      | Розіграш               | Стадія                 | Дата та місце проведення | Команда 1              | Рахунок                                            | Команда 2           | Голи та інші дії |
| ---------------------- | ---------------------- | ---------------------- | ------------------------ | ---------------------- | -------------------------------------------------- | ------------------- | ---------------- |
| 1                      | 1931                   | 1/4 перегр.            | 2.09.1931, Відень        | Спарта (Прага)         | 3:2 [Архівовано 10 серпня 2020 у Wayback Machine.] | Ювентус             |                  |
| 2                      | 1932                   | 1/4                    | 25.06.1932, Турин        | Ювентус                | 4:0 [Архівовано 4 травня 2021 у Wayback Machine.]  | Ференцварош         |                  |
| 3                      | 1932                   | 1/4                    | 03.07.1932, Будапешт     | Ференцварош            | 3:3 [Архівовано 4 травня 2021 у Wayback Machine.]  | Ювентус             |                  |
| 4                      | 1932                   | 1/2                    | 6.07.1932, Прага         | Славія (Прага)         | 4:0 [Архівовано 4 травня 2021 у Wayback Machine.]  | Ювентус             |                  |
| 5                      | 1932                   | 1/2                    | 10.07.1932, Турин        | Ювентус                | 2:0 [Архівовано 17 жовтня 2020 у Wayback Machine.] | Славія (Прага)      |                  |
| 6                      | 1933                   | 1/4                    | 22.06.1933, Будапешт     | Уйпешт                 | 2:4 [Архівовано 3 грудня 2020 у Wayback Machine.]  | Ювентус             |                  |
| 7                      | 1933                   | 1/4                    | 29.06.1933, Турин        | Ювентус                | 6:2 [Архівовано 4 травня 2021 у Wayback Machine.]  | Уйпешт              | 55'              |
| 8                      | 1933                   | 1/2                    | 09.07.1933, Відень       | Аустрія (Відень)       | 3:0 [Архівовано 4 травня 2021 у Wayback Machine.]  | Ювентус             | 87'              |
| 9                      | 1934                   | 1/8                    | 24.06.1934, Тепліце      | Тепліцер               | 0:1 [Архівовано 16 квітня 2021 у Wayback Machine.] | Ювентус             |                  |
| 10                     | 1934                   | 1/4                    | 01.07.1934, Будапешт     | Уйпешт                 | 1:3 [Архівовано 29 квітня 2021 у Wayback Machine.] | Ювентус             |                  |
| 11                     | 1934                   | 1/4                    | 08.07.1934, Турин        | Ювентус                | 1:1 [Архівовано 1 травня 2021 у Wayback Machine.]  | Уйпешт              |                  |
| 12                     | 1934                   | 1/2                    | 29.07.1934, Генуя        | Ювентус                | 2:1 [Архівовано 18 жовтня 2020 у Wayback Machine.] | Адміра (Відень)     |                  |
| 13                     | 1935                   | 1/8                    | 16.06.1935, Плзень       | Вікторія (Пльзень)     | 3:3 [Архівовано 15 жовтня 2020 у Wayback Machine.] | Ювентус             |                  |
| 14                     | 1935                   | 1/8                    | 23.06.1935, Турин        | Ювентус                | 5:1 [Архівовано 13 жовтня 2020 у Wayback Machine.] | Вікторія (Пльзень)  |                  |
| 15                     | 1935                   | 1/4                    | 30.06.1935, Будапешт     | Хунгарія (Будапешт)    | 1:3 [Архівовано 4 травня 2021 у Wayback Machine.]  | Ювентус             |                  |
| 16                     | 1935                   | 1/4                    | 6.07.1935, Турин         | Ювентус                | 1:1 [Архівовано 4 травня 2021 у Wayback Machine.]  | Хунгарія (Будапешт) |                  |
| 17                     | 1935                   | 1/2                    | 16.07.1935, Прага        | Спарта (Прага)         | 2:0 [Архівовано 4 травня 2021 у Wayback Machine.]  | Ювентус             | 68'              |
| 18                     | 1935                   | 1/2                    | 21.07.1935, Турин        | Ювентус                | 3:1 [Архівовано 4 травня 2021 у Wayback Machine.]  | Спарта (Прага)      | 81'              |
| 19                     | 1935                   | 1/2, перегр.           | 28.07.1935, Базель       | Спарта (Прага)         | 5:1 [Архівовано 13 жовтня 2020 у Wayback Machine.] | Ювентус             |                  |
| 20                     | 1938                   | 1/8                    | 26.06.1938, Будапешт     | Хунгарія (Будапешт)    | 3:3 [Архівовано 27 лютого 2021 у Wayback Machine.] | Ювентус             |                  |
| 21                     | 1938                   | 1/8                    | 3.07.1938, Турин         | Ювентус                | 6:1 [Архівовано 14 квітня 2015 у Wayback Machine.] | Хунгарія (Будапешт) |                  |
| 22                     | 1938                   | 1/4                    | 10.07.1938, Турин        | Ювентус                | 4:2 [Архівовано 8 травня 2013 у Wayback Machine.]  | Кладно              | 85'              |
| 23                     | 1938                   | 1/4                    | 17.07.1938, Кладно       | Кладно                 | 1:2 [Архівовано 17 жовтня 2020 у Wayback Machine.] | Ювентус             |                  |
| 24                     | 1938                   | 1/2                    | 24.07.1938, Турин        | Ювентус                | 3:2 [Архівовано 12 травня 2021 у Wayback Machine.] | Ференцварош         |                  |
| 25                     | 1938                   | 1/2                    | 31.07.1938, Будапешт     | Ференцварош            | 2:0 [Архівовано 22 квітня 2021 у Wayback Machine.] | Ювентус             |                  |
| Всього у кубку Мітропи | Всього у кубку Мітропи | Всього у кубку Мітропи | Всього у кубку Мітропи   | Всього у кубку Мітропи | 25                                                 |                     | 1                |

## Титули і досягнення
- Чемпіон світу (1): 1934
- Віце-чемпіон світу (1): 1930
- Срібний олімпійський призер: 1928
- Чемпіон Південної Америки: 1927
- Володар кубка Швегли (1): 1935
- Чемпіон Аргентини (4): 1921, 1923, 1924, 1927
- Чемпіон Італії (4): 1932, 1933, 1934, 1935
- Володар кубка Італії (2): 1938, 1942